# Kalle Berglund
Kalle Anders Berglund (Suecia, 11 de marzo de 1996) es un atleta sueco especializado en la prueba de 1500 m, en la que consiguió ser subcampeón europeo en pista cubierta en 2017.

## Carrera deportiva
En el Campeonato Europeo de Atletismo en Pista Cubierta de 2017 ganó la medalla de plata en los 1500 metros, con un tiempo de 3:45.56 segundos, tras el polaco Marcin Lewandowski (oro con 3:44.82 segundos) y por delante del checo Filip Sasínek.